# Teleonce noticias
Teleonce noticias (Noticias con Patricio Bañados hasta el 20 de abril de 1980) fue un informativo televisivo chileno emitido por Teleonce Universidad de Chile (hoy Chilevisión) desde el 6 de agosto de 1979 en reemplazo de Visión noticiosa hasta el 4 de abril de 1982, cuando fue reemplazado por En Directo al día siguiente. Televisión Universidad de Chile en ese entonces utilizaba la frecuencia 9 y nueve meses después, el 21 de abril de 1980, se hizo efectivo el cambio de frecuencia.
Durante este período, Teleonce Noticias competía en audiencias con los demás informativos centrales: Sesenta Minutos de Televisión Nacional y Teletrece de Canal 13.